# 2EYES
2EYES（韓語：투아이즈），是韓國公司SidusHQ時隔十多年再度推出的偶像團體，為四人女子演唱團體，成員包括香淑、慧潾、多慎、多恩四名，團名的寓意是透過自身與粉絲的雙眼分享對音樂的共鳴。2013年6月20日，在《M! Countdown》以《別囂張》一曲正式出道。
出道之前，香淑、慧潾、多慎和多恩便參與由SidusHQ主辦的JTBC電視台選秀節目《Made in U》，多慎為節目最終冠軍。慧潾曾為JYP娛樂練習生。
2015年，成員延峻退出。8月11日，韓國媒體Xportsnews報導，根據相關人員的說法，原本是五人團的2EYES，在成員延峻退出之後，將以四人團體的體制活動，不會增加新成員，而離開的成員延峻會留在公司Sidus HQ，準備SOLO活動。
2017年，香淑、延峻出演《MIX NINE》，香淑合格。香淑在受訪中表示，團隊已很久沒接工作，組員亦已遷離宿舍，因此團體已名存實亡。

## 成員
| 成員列表   |      |           |        |        |                |                                  |                        |
| 藝名       | 藝名 | 藝名      | 本名   | 本名   | 本名           | 出生日期 / 出生地                | 團內擔當               |
| 藝名       | 諺文 | 羅馬拼音  | 諺文   | 漢字   | 羅馬拼音       | 出生日期 / 出生地                | 團內擔當               |
| 香淑       | 향숙 | Hyangsook | 이향숙 | 李香淑 | Lee Hyang Sook | 1992年4月24日 ·                  | 隊長、領唱、門面       |
| 慧潾       | 혜린 | Hyelyn    | 김혜린 | 金慧潾 | Kim Hye Lyn    | 1993年7月23日 ·                  | 主領舞、領Rapper、副唱 |
| 多慎       | 다솜 | Dasom     | 이다솜 | 李多慎 | Lee Da Som     | 1993年11月13日 · 忠清北道清州市  | 主Rapper、副唱         |
| 多恩       | 다은 | Daeun     | 정다은 | 鄭多恩 | Jeong Da Eun   | 1994年6月3日 ·                   | 主唱、領舞、忙內       |
| 已離團成員 |      |           |        |        |                |                                  |                        |
| 延峻       | 연준 | Yeonjun   | 김연준 | 金延峻 | Kim Yeon Jun   | 1996年3月18日 · 首爾特別市江東區 | 領唱、忙內             |

## 音樂作品

### 單曲
| #   | 資料                                                                | 曲目                                                             |
| --- | ------------------------------------------------------------------- | ---------------------------------------------------------------- |
| 1st | 首張單曲《까불지마(別囂張)》 - 發行日期：2013年6月21日 - 語言：韓語 | 1. 까불지마(別囂張) 2. Bloody Luv 3. Irony（《出生的祕密》插曲） |
| 2nd | 第二張單曲《Shooting Star》 - 發行日期：2013年10月8日 - 語言：韓語  | 1. Intro (Piano ver.) 2. Shooting Star 3. Shooting Star (inst.)  |
| 3rd | 第三張單曲《PIPPI》 - 發行日期：2015年8月15日 - 語言：韓語          | 1. PIPPI                                                         |

### 其他歌曲
| 形式 | 日期          | 專輯名稱                         | 歌曲名稱         | 參與成員   |
| CD   | 2013年5月16日 | 電視劇《那年冬天，起風了》原聲帶 | 겨울사랑（冬愛） | 香淑、延峻 |

## 影視作品

### 專屬電視節目
| 播放日期               | 電視台  | 節目名稱    | 參與成員 | 集數 |
| 2013年7月26日－8月30日 | SBS MTV | Diary 2EYES | 全體     | 6    |

### 主持節目
| 播放日期      | 電視台 | 節目名稱 | 參與成員 | 備註             |
| 2015年9月18日 | KBS    | 音樂銀行 | 多恩     | 待機室Special MC |

### 綜藝節目
| 播放日期                | 電視台／播放平台 | 節目名稱                                  | 參與成員                 | 備註                                 |
| 2013年7月2日            | Mnet             | 娛樂新聞 Star Cam 1（页面存档备份，存于） | 全體                     | －                                   |
| 2013年7月3日            | Mnet             | 娛樂新聞 Star Cam 2（页面存档备份，存于） | 全體                     | －                                   |
| 2013年7月13日－11月23日 | tvN              | SNL Korea                                 | 香淑、慧潾、Da Som、多恩 | 延峻未成年無法演出，其他人皆固定演出 |
| 2013年7月20日           | KBS2             | 柳熙烈的寫生簿                            | 全體                     | －                                   |
| 2013年8月18日－10月27日 | SBS              | 尋笑人                                    | 多恩                     | 固定演出，10/13為全體演出            |
| 2013年9月25日           | MBC every1       | Weekly Idol                               | 全體                     | 與A-JAX，8/20錄影                    |
| 2013年11月23日          | JTBC             | 隱藏歌手第二季                            | 延峻                     | IU篇，10/23錄影                      |
| 2014年1月31日           | SBS              | 明星 vs 國民挑戰者                        | 全體                     | －                                   |
| 2014年2月2日            | KBS              | 出發夢之隊2                               | 全體                     | －                                   |
| 2015年6月19日－9月4日   | MBC              | 秘密武器 她                               | 多恩                     | 固定演出                             |
| 2016年1月13日           | CUBE TV          | Audition Truck EP.2                       | 慧潾                     | －                                   |
| 2016年1月20日           | CUBE TV          | Audition Truck EP.3                       | 慧潾                     | －                                   |
| 2016年2月8日            | KBS              | 全國偶像親友歌唱大賽                      | 全體，但以多恩為主       | 多恩與朋友一起演出                   |

### 電台
| 播放日期       | 電台          | 節目名稱            | 參與成員 | 備註      |
| 2013年9月19日  | SBS-R PowerFM | Boom's Young Street | 全體     | －        |
| 2013年10月24日 | MBC FM4U      | 正午的希望曲        | 全體     | 10/24預錄 |

### 音樂節目
| 合作舞台     |        |              |          |          |          |
| 播放日期     | 電視台 | 節目名稱     | 合作歌手 | 合作曲目 | 參與成員 |
| 2014年9月4日 | Mnet   | M! Countdown | 朴載範   | So Good  | 香淑     |

### 電視劇
- 2013年：SBS《出生的祕密》（香淑，飾演李善瑛童年時期）
- 2013年：SBS《欲戴王冠，必承其重－繼承者們》（全體，第四集客串）
- 2014年：tvN《剩餘公主》（香淑，客串）
- 2015年：TV朝鮮／tvN《偉大的故事－入試的定石》（香淑）
- 2016年：Naver tvcast《疾風計劃》（香淑，飾演李日順）

## 廣告代言
| 日期   | 廣告名稱             | 參與成員 | 備註               |
| 2013年 | 音源網站 MP3 Monkey3 | 全體     | －                 |
| 2013年 | 手機遊戲 Anipang     | 全體     | 包含廣告主題曲演唱 |

## 演唱會及其他演出

### 其他大型演唱會
| 日期          | 演唱會名稱                     | 舉行地點       |
| 2013年7月22日 | 감기 Showcase                  |                |
| 2013年9月27日 | 春川MBC特輯                    | 평화생태공원   |
| 2013年9月29日 | Boom's Young Street            | 안양천메인무대 |
| 2014年8月2日  | 中國深圳世界大學生 K-POP演唱會 | 中國深圳       |

### 表演嘉賓
| 日期          | 活動名稱                     | 舉行地點     |
| 2013年9月5日  | 首爾電視劇大賞               | 韓國國家劇場 |
| 2013年9月7日  | 인천시민음악회               |              |
| 2013年9月28日 | 2013鳴梁大捷慶典             |              |
| 2013年10月1日 | XTM Ferrari X1               |              |
| 2013年10月16  | K-Drama Star Awards 祝賀公演 |              |
| 2014年9月2日  | 朴載範 Showcase《EVOLUTION》 |              |

### 嘉賓出席
| 日期          | 活動名稱                               | 舉行地點 |
| 2013年10月6日 | 釜山國際影展<sidusHQ Night with Re:NK> |          |
| 2014年4月2日  | 電影《忌愛》首映會                     |          |

## 軼聞
2016年，釜慶大學原本要邀請剛出道的女團TWICE在新生歡迎會演出，但沒想到學生會長卻因不太了解藝人，意外邀成2EYES到場，直到鄰近公演日期，才發現邀請錯人，還因此發信向校內學生謝罪，並積極聯絡TWICE所屬經紀公司JYP，長達1個月努力不懈的邀請，最終邀請到TWICE演出。而2EYES因為演出合約已簽訂而無法取消，如期照常演出。但有粉絲替2EYES打抱不平，表示這樣子對另外一個團體很不尊重。

## 外部連結
- 官方网站